# 응아남
응아남 시사(베트남어: Thị xã Ngã Năm / 市社我𠄼)는 베트남 속짱성의 티싸(시사)이다.

## 행정 구역
응아남 시사에는 3개 방(坊)과 5개 사(社)가 있다.
- 방
  - 1방 (Phường 1)
  - 2방 (Phường 2)
  - 3방 (Phường 3)

- 사
  - 롱빈 (Long Bình / 隆平)
  - 미빈 (Mỹ Bình / 美平)
  - 미꾸어이 (Mỹ Quới / 美貴)
  - 떤롱 (Tân Long / 新隆)
  - 빈꾸어이 (Vĩnh Quới / 永貴)